# Memphis Grizzlies 2009-2010
La stagione 2009-10 dei Memphis Grizzlies fu la 15ª nella NBA per la franchigia.
I Memphis Grizzlies arrivarono quarti nella Southwest Division della Western Conference con un record di 40-42, non qualificandosi per i play-off.

## Draft
| Giro | Scelta | Giocatore       | Ruolo | Naz.                   | Università/Squadra  |
| ---- | ------ | --------------- | ----- | ---------------------- | ------------------- |
| 1    | 2      | Hasheem Thabeet | C     | Tanzania (bandiera)    | UConn Huskies       |
| 1    | 27     | DeMarre Carroll | AP/AG | Stati Uniti (bandiera) | Missouri Tigers     |
| 2    | 36     | Sam Young       | AP    | Stati Uniti (bandiera) | Pittsburgh Panthers |

## Roster
| N° | Naz.                   | Ruolo | Sportivo        | Anno | Alt. | Peso |
| -- | ---------------------- | ----- | --------------- | ---- | ---- | ---- |
| 00 | Stati Uniti (bandiera) | A     | Darrell Arthur  | 1988 | 206  | 102  |
| 1  | Stati Uniti (bandiera) | A     | DeMarre Carroll | 1986 | 203  | 96   |
| 2  | Stati Uniti (bandiera) | A     | Trey Gilder     | 1985 | 206  | 84   |
| 3  | Stati Uniti (bandiera) | G     | Allen Iverson   | 1975 | 183  | 75   |
| 4  | Stati Uniti (bandiera) | A     | Sam Young       | 1985 | 198  | 100  |
| 5  | Stati Uniti (bandiera) | G     | Marcus Williams | 1985 | 191  | 93   |
| 9  | Stati Uniti (bandiera) | G     | Ronnie Brewer   | 1985 | 201  | 100  |
| 10 | Stati Uniti (bandiera) | G     | Jamaal Tinsley  | 1978 | 191  | 88   |
| 11 | Stati Uniti (bandiera) | G     | Mike Conley     | 1987 | 185  | 82   |
| 15 | Iran (bandiera)        | C     | Hamed Haddadi   | 1985 | 218  | 115  |
| 22 | Stati Uniti (bandiera) | A     | Rudy Gay        | 1986 | 206  | 100  |
| 25 | Stati Uniti (bandiera) | G     | Lester Hudson   | 1984 | 191  | 86   |
| 32 | Stati Uniti (bandiera) | G     | O.J. Mayo       | 1987 | 193  | 95   |
| 33 | Spagna (bandiera)      | C     | Marc Gasol      | 1985 | 216  | 120  |
| 34 | Tanzania (bandiera)    | C     | Hasheem Thabeet | 1987 | 221  | 121  |
| 45 | Stati Uniti (bandiera) | C     | Steven Hunter   | 1981 | 213  | 100  |
| 50 | Stati Uniti (bandiera) | A     | Zach Randolph   | 1981 | 206  | 115  |

## Staff tecnico
- Allenatore: Lionel Hollins
- Vice-allenatori: Johnny Davis, Henry Bibby, Dave Joerger, Barry Hecker, Damon Stoudamire
- Preparatore fisico: Jason Biles
- Preparatore atletico:  Drew Graham
- Assistente preparatore:  Jim Scholler